# Wirusy roślinne
Wirusy roślinne – wirusy rozwijające się w roślinach (typowo w roślinach naczyniowych). Mają zazwyczaj kształt pałeczkowaty. Ich materiałem genetycznym, w 75% jest RNA, a w 25% przypadków DNA. Większość wirusów zbudowana jest prawie z samych nukleoprotein. Podobnie do innych grup wirusów, wirusy roślinne są obligatoryjnymi pasożytami wewnątrzkomórkowymi, które nie posiadają molekularnych mechanizmów replikacji. Z tego powodu wirusy roślinne namnażają się wykorzystując organella komórkowe gospodarza.

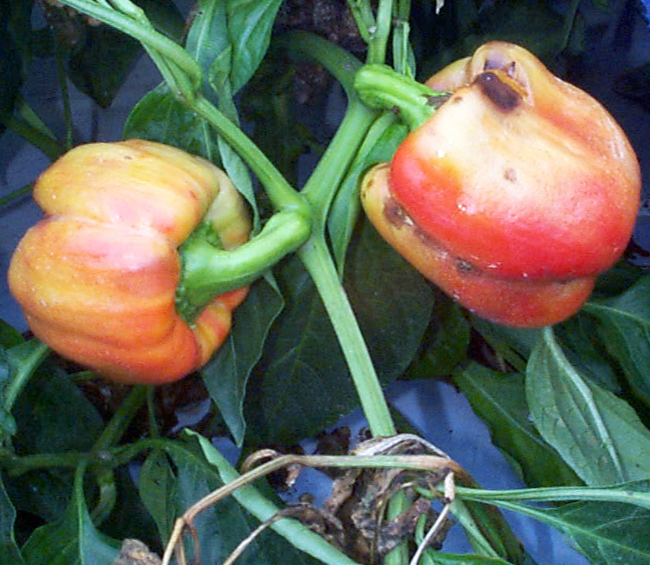
Wirus mozaiki plamistej papryki (PMMoV)

Objawem zaatakowania rośliny przez wirusa mogą być przebarwienia na liściach, czyli białawe lub żółtawe plamy i smugi, to tzw. mozaikowatość liścia. Zdarza się, że powstają również plamy martwej tkanki, czyli nekrozy lub też usychają całe pędy rośliny.
Wirusy mogą też powodować nieprawidłowy wzrost i zwijanie się liści, nazywa się to kędzierzowatość. Powodują one też nadmierny nienaturalny rozrost tkanek, czyli zrakowacenie.
Powszechnie określone rodzaje wirusów nazywa się w zależności od rodzaju zmian zachodzących w zaatakowanej roślinie.

## Wstęp
Choć wirusy roślinne nie są tak dobrze poznane, jak ich zwierzęce odpowiedniki, jeden z wirusów roślinnych stał się podręcznikowym przykładem tej grupy. Pierwszym wirusem roślinnym (patrz niżej) był wirus mozaiki tytoniu (TMV – ang. tobacco mosaic virus). Ten i inne wirusy roślinne przyczyniają się każdego roku do strat w światowym rolnictwie szacowanych na około 60 miliardów $. W obrębie wirusów roślinnych wyróżnia się 73 rodzajów i 49 rodzin. Niemniej owe jednostki systematyczne odnoszą się tylko do roślin uprawnych i roślin ozdobnych, które stanowią śladowy ułamek wszystkich istniejących gatunków roślin. Wirusy roślin pasożytujące na roślinach dzikich są słabo poznane i opracowane, lecz nawet te nieliczne opracowania niemal niezbicie dowodzą, iż tego typu interakcje pomiędzy wirusami roślinnymi a roślinami dziko żyjącymi nie wywołują choroby i tych roślin.
By przenieść się z jednej rośliny na drugą lub w obrębie dwóch komórek, wirus roślinny musi zazwyczaj uciekać się do innych strategii niż wirusy zwierzęce. Wirusy nie umieją się poruszać i w związku z tym inwazja w obrębie dwóch roślin zachodzi z udziałem wektorów (takich jak owady). Komórki roślinne otoczone są zwartą i nieprzepuszczalną ścianą komórkową, więc główną drogą transportu wirusów między komórkami są plazmodesma. Prawdopodobnym jest, iż rośliny wyspecjalizowały w sobie mechanizmy transportu mRNA przez plazmodesmy, domniemywa się, iż te oto mechanizmy są wykorzystywane przez wirusy RNA do przemieszczania z komórki zainfekowanej do komórek sąsiadujących.
Jednym spośród wielu mechanizmów obrony roślin przeciwko infekcjom wirusowym jest wykorzystanie siRNA w odpowiedzi na obecność dsRNA wirusa. Większość wirusów roślinnych koduje w swoim materiale genetycznych białka wyciszające ten rodzaj odpowiedzi ze strony gospodarza roślinnego. Rośliny uciekają się też w odpowiedzi na zranienie do redukowania transportu przez plasmodesmy.

## Historia
Odkrycie wirusów roślinnych wywołujących choroby roślin przypisuje się często Adolfowi Mayerowi, który w roku 1886 podczas swojej pracy w Holandii zademonstrował, jak po wstrzyknięciu soku z okazów tytoniu objawiających mozaikowatość do okazów zdrowych, wystąpiły objawy chorobowe również w owych zdrowych okazach. Z drugiej jednak strony zademonstrował, że infekcyjność soku z chorych okazów znikała po zagotowaniu. Adolf Mayer był wówczas przekonany, że czynnikiem przyczyniającym się do infekcyjności były bakterie. Niemniej po zaszczepieniu zdrowych okazów tytoniu preparatem o większym niż przeciętnie zagęszczeniu bakterii, Mayer nie osiągnął objawów mozaikowatości u tych okazów.

## Dobrze poznane wirusy roślinne
Wirus mozaiki tytoniu (TMV) oraz wirus mozaiki kalafiora (CaMV) są często wykorzystywane w biologii molekularnej roślin. Szczególnym zainteresowaniem w tej dziedzinie cieszy się promotor 35S CaMV, jako bardzo silny promotor genów stosowany przy transformacji roślin.

## Przykłady wirusów roślinnych
- wirus mozaiki tytoniu
- wirus kędzierzawki pomidorów
- wirus ospowatości śliwy